# إروين سافيدرا
إروين سافيدرا (بالإسبانية: Erwin Saavedra)‏ (22 فبراير 1996 بأورورو في بوليفيا - ) هو مدرب كرة قدم ولاعب كرة قدم بوليفي في مركز الوسط. شارك مع منتخب بوليفيا تحت 20 سنة لكرة القدم ومنتخب بوليفيا لكرة القدم. أما مع النوادي، فقد لعب مع نادي بوليفار.

## روابط خارجية
- إروين سافيدرا على موقع قاعدة بيانات كرة القدم.إي يو (الإنجليزية)
- إروين سافيدرا على موقع ليكيب (الفرنسية)
- إروين سافيدرا على موقع ناشيونال فوتبول تيمز (الإنجليزية)
- إروين سافيدرا على موقع Soccerway.com (الإنجليزية)
- إروين سافيدرا على موقع AS.com (الإسبانية)